# Калијум-хидроксид
Калијум-хидроксид (молекулска формула KOХ) је хидроксид калијума, и једна од најјачих база.
При нормалним условима калијум-хидроксид је чврста супстанца беле боје густине 2,04 g/cm³. Обично се производи у облику меких кристалних листића или гранула. Веома добро је растворљив у води нпр. на температури од 0 °C 97  на 100 cm³, а на 20 °C 110  на 100 cm³ H2O. Процес растварања је егзотерман. Температура топљења калијум хидроксида је 406+ °C а температура кључања 1320 °C. Калијум хидроксид и његов водени раствор прима из ваздуха угљен-диоксид градећи калијум карбонат. Калијум хидроксид нагриза кожу и изазива озбиљне ране. 50 (пацов, преко уста) износи 250 - 400 mg/kg.
Његова молекулска маса је 56,1 u.
Добија се реакцијом калијума са водом. У већим количинама добија се електролизом раствора калијум хлорида. Пре се добијао растварањем пепела у води али такав калијум-хидроксид није био потпуно чист.
Калијум-хидроксид се користи за производњу сапуна, у органским синтезама као јака база и у средствима за чишћење цеви.

## Својства и структура
показује високу термичку стабилност. Због своје високе стабилности и релативно ниске тачке топљења, често се лије у облику пелета или шипки, облика који имају малу површину и погодна својства за руковање. Ове пелете постају лепљиве на ваздуху јер је KOH хигроскопан. Већина комерцијалних узорака је око 90% чисто, остатак чине вода и карбонати. Његово растварање у води је јако егзотермно. Концентровани водени раствори се понекад називају калијумовим лужинама. Чак и на високим температурама, чврсти KOH се не дехидрира лако.

### Структура
На вишим температурама, чврсти KOH се кристализује у кристалној структури NaCl. OH група бива брзо или насумично поремећена тако да је   − група ефективно сферни анјон полупречника 1,53 Å (између величине Cl−
 и F−
). На собној температури,  − групе су уређене и окружење око K+
 центара је изобличено, са K+
—OH−
 растојањима у распону од 2,69 до 3,15 Å, у зависности од оријентације OH групе. KOH формира низ кристалних хидрата, и то монохидрат KOH • H2O, дихидрат KOH • 2H2O и тетрахидрат KOH • 4H2O.

## Реакције

### Растворљивост и својства исушивања
Око 121  KOH се раствори у 100 mL воде на собној температури, што је у супротности са 100 g/100 mL за NaOH. Дакле, на моларној основи, NaOH је мало растворљивији од KOH. Алкохол ниже молекуларне тежине као што су метанол, етанол и пропаноли су такође одлични растварачи. Они учествују у киселинско-базној равнотежи. У случају метанола, калијум метоксид (метилат) формира:
Због свог високог афинитета према води, KOH служи као десикант у лабораторији. Често се користи за сушење основних растварача, посебно амина и пиридина.

### Као нуклеофил у органској хемији
KOH, као и NaOH, служи као извор  −, високо нуклеофилног анјона који напада поларне везе у неорганским и у органским материјалима. Водени KOH сапонификује естре:
Када је R дугачак ланац, производ се назива калијумски сапун. Ова реакција се манифестује „масним“ осећајем који KOH даје када се додирне — масти на кожи се брзо претварају у сапун и глицерол.
Растопљени KOH се користи за замењивање халогенида и других одлазећих група. Реакција је посебно корисна за ароматичне реагенсе да дају одговарајуће феноле.

### Реакције са неорганским једињењима
Комплементарно својој реактивности према киселинама, KOH напада оксиде. Дакле, 2 бива нападнут са KOH дајући растворљиве калијум силикате. KOH реагује са угљен-диоксидом дајући калијум бикарбонат:

## Производња
Историјски гледано, KOH је прављен додавањем калијум карбоната у јак раствор калцијум хидроксида (гашени креч). Реакција метатезе соли доводи до таложења чврстог калцијум карбоната, остављајући калијум хидроксид у раствору:
Филтрирањем исталоженог калцијум карбоната и кључањем раствора добија се калијум хидроксид („калцинисана или каустична поташа“). Ова метода производње калијум хидроксида је остала доминантна све до касног 19. века, када је у великој мери замењена садашњом методом електролизе раствора калијум хлорида. Метода је аналогна производњи натријум хидроксида (погледајте хлоралкални процес):
Гас водоник се формира као нуспроизвод на катоди; истовремено се одвија анодна оксидација хлоридног јона, формирајући гасовити хлор као нуспродукт. Одвајање анодног и катодног простора у ћелији за електролизу је од суштинског значаја за овај процес.

## Употребе
и  се могу користити наизменично за бројне примене, иако је у индустрији пожељнији NaOH због ниже цене.

### Прекурзор других једињења калијума
Многе калијумове соли се припремају реакцијама неутрализације које укључују KOH. Калијумове соли карбоната, цијанида, перманганата, фосфата и разних силиката се припремају третирањем оксида или киселина са KOH. Висока растворљивост калијум фосфата је пожељна у ђубривима.

### Производња меких сапуна
Сапонификација масти са KOH се користи за припрему одговарајућих „калијумских сапуна”, који су мекши од уобичајених сапуна добијених применом натријум хидроксида. Због своје мекоће и веће растворљивости, калијумови сапуни захтевају мање воде да би се растопили и стога могу да садрже више средства за чишћење него течни натријум сапуни.

### Као електролит
Водени раствор калијум хидроксида се користи као електролит у алкалним батеријама на бази никл-кадмијума, никл-водоника и манган-диоксида-цинка. Калијум хидроксид је пожељнији у односу на натријум хидроксид јер су његови раствори проводљивији. Никл-метал хидридне батерије у Тојоти Прајус користе мешавину калијум хидроксида и натријум хидроксида. Никл-гвоздене батерије такође користе калијум хидроксидни електролит.

### Прехрамбена индустрија
У прехрамбеним производима, калијум хидроксид делује као згушњивач хране, средство за контролу pH и стабилизатор хране. FDA га сматра генерално безбедним као директан састојак хране када се користи у складу са добром произвођачком праксом. У Е бројевном систему је познат као Е525.

### Специјализоване апликације
Као и натријум хидроксид, калијум хидроксид налази примену бројним специјализованим околностима, од којих се практично сви видови примене ослањају на његова својства јаке хемијске базе са последичном способношћу да разгради многе материјале. На пример, у процесу који се обично назива „хемијска кремација“ или „ресомација“, калијум хидроксид убрзава разградњу меких ткива, животињских и људских, да би за собом оставио само кости и друга тврда ткива. Ентомолози који желе да проучавају фину структуру анатомије инсеката могу користити 10% водени раствор KOH да би применили овај процес.